# 焼餅 (中国)

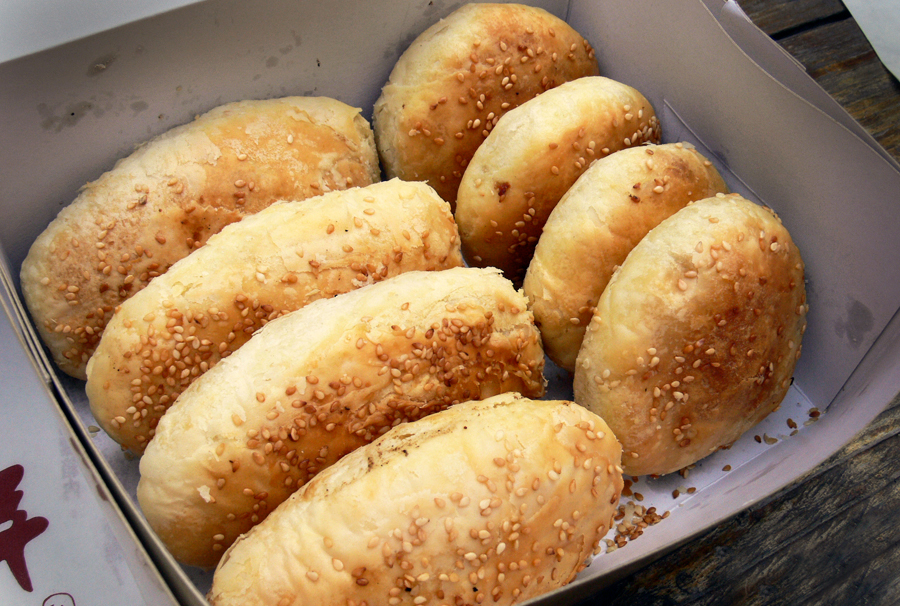
焼餅

焼餅（シャオビン、中国語 燒餅 、簡体字 烧饼、ピンイン shāobǐng）は、中国のパン、 餅（ビン）の一種。

## 概要
中国の北京などの華北地方で、小麦や大麦の粉を使って作られる、小ぶりの丸いパンの一種。比較的水分が少なく、表面にゴマをふることが多い。ハンバーガーのように腹を割り、炒めた羊肉などを挟んで食べることもよく行われる。
河北省保定市ではロバの肉の煮込みをはさんだ「驢肉火燒（リューロウフオシャオ lǘròu huǒshāo）」というハンバーガー風の軽食が名物となっている。

## 名称
河北省、山東省などで、「餑餑」（ボーボー bōbō）、「火燒」（フオシャオ huǒshāo）、陝西省などで「饃饃」（モーモー mómó）、満州語でエフェン（ᠡᡫᡝᠨ、efen）などの呼び方がある。

## ギャラリー

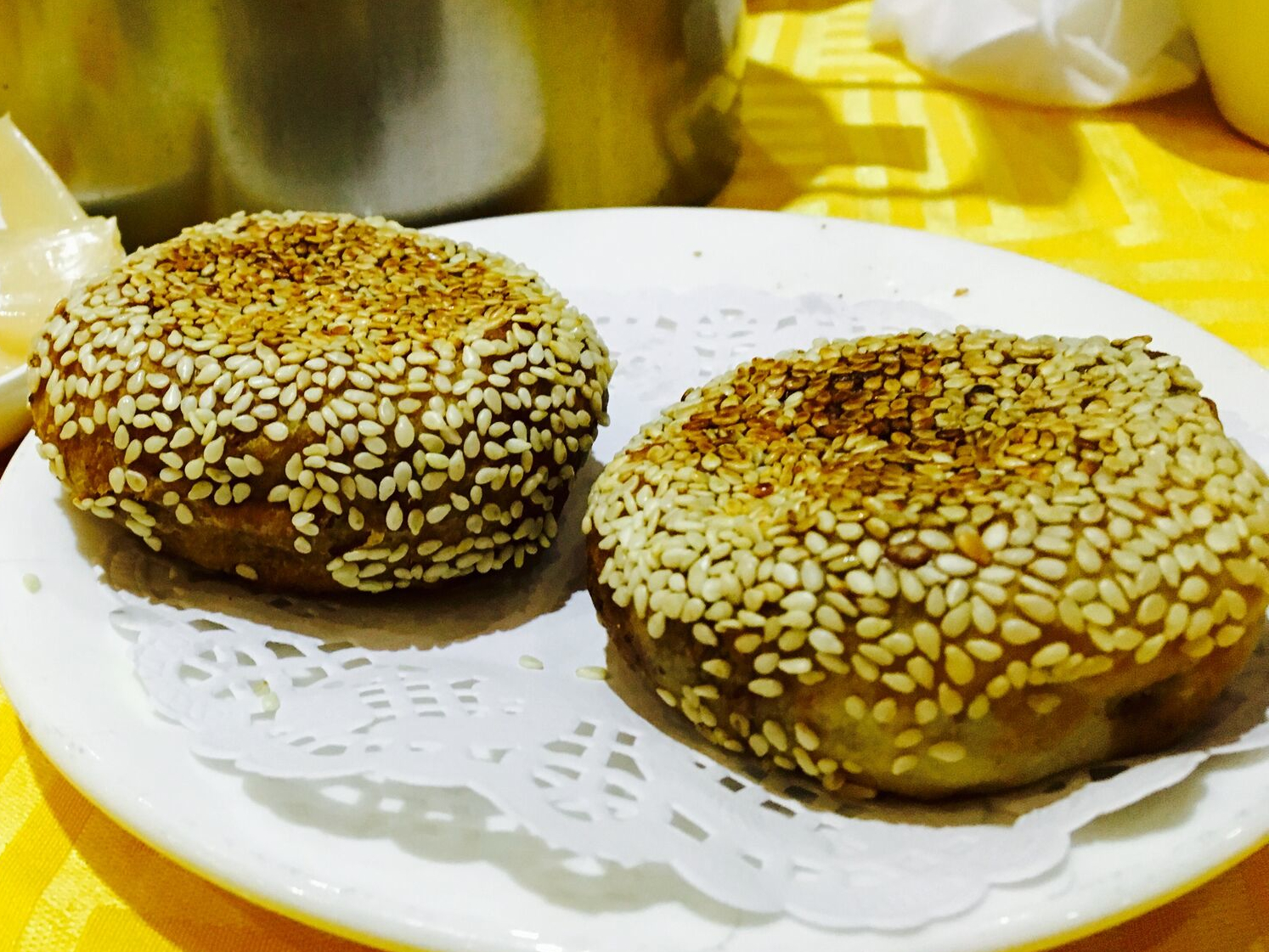
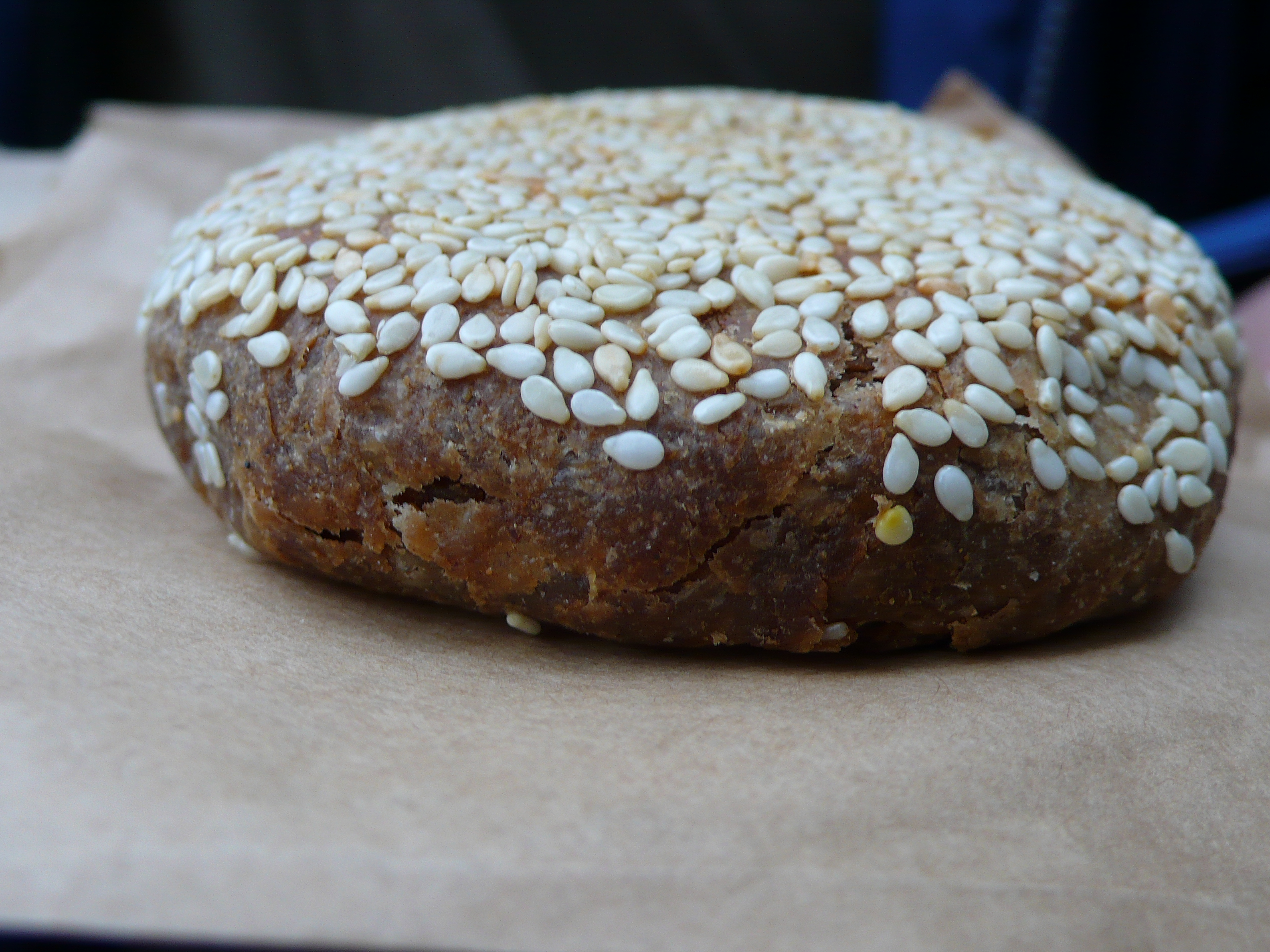
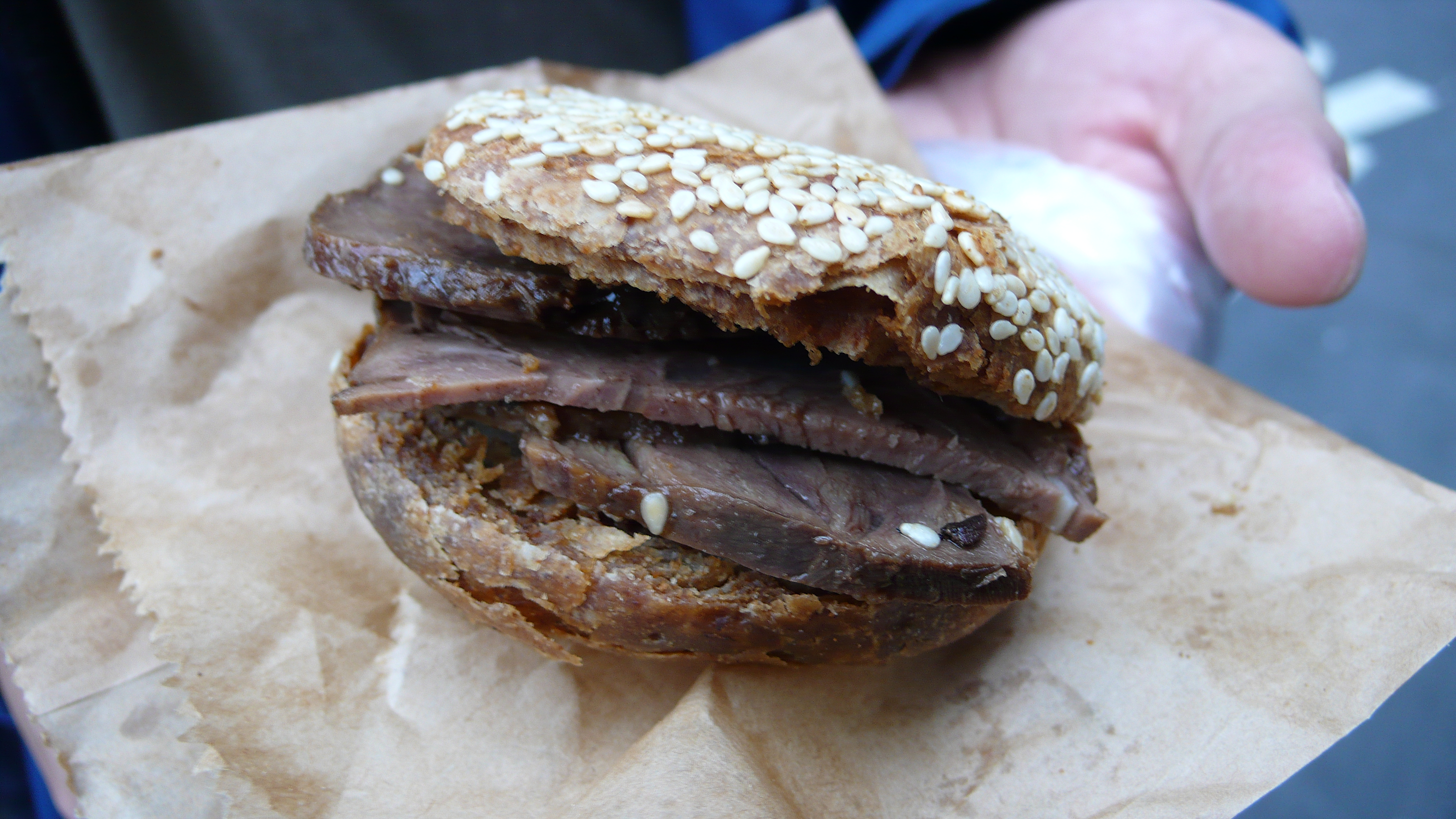
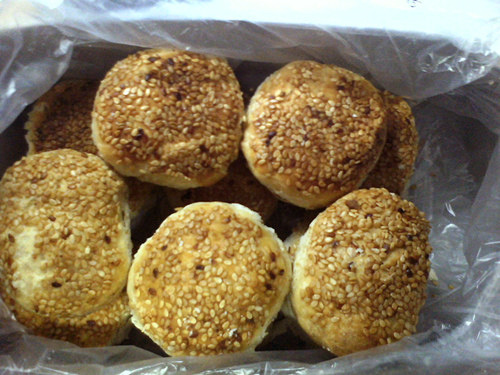
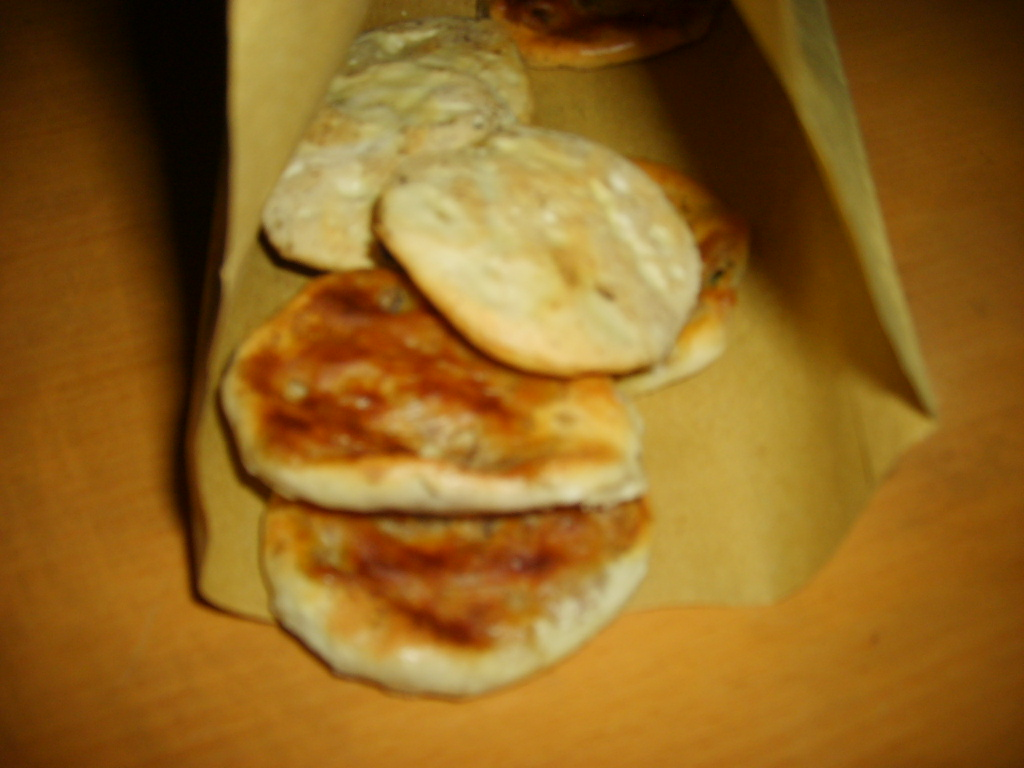

## 物語
唐代伝奇小説のひとつ、『河東記』のなかに「板橋三娘子」という作品があり、そこでは魔法をかけて作ったソバの粉で作った焼餅を食べさせ、ロバに変身させる魔女が登場する。